# Ernani Braga
Ernani Braga (nascido Hernani da Costa Braga; Rio de Janeiro, 10 de janeiro de 1888 – São Paulo, 17 de setembro de 1948) foi um compositor, pianista e maestro brasileiro, pertencente à segunda geração de nacionalistas na música. Compôs obras para voz, coro, orquestra e piano. Ele é pouco conhecido fora da América do Sul. Antônio Francisco Braga (1868–1945), com quem às vezes se confunde, foi seu professor e amigo. Entre os alunos de Ernani Braga estava Camargo Guarnieri.

## Vida

### Primeiros anos e estudos
Braga nasceu no Rio de Janeiro em 10 de janeiro de 1888 em uma família portuguesa, quinto filho dos nove. Seu pai, João Joaquim da Costa Braga, era um próspero comerciante, que se mudou para o Brasil em meados do século XIX. Sua mãe era Antônia Maria Xavier Braga. A irmã mais velha de Ernani, Zaíra, também tinha interesse pela música e foi ela quem se tornou sua primeira professora. O pai faleceu em 1897 e o menino ingressou no internato do Colégio Salesiano de Santa Rosa em Niterói, onde permaneceu até 1904. No segundo ano escolar começou a reger missas e cânticos cantados na capela do colégio.
Em 1904, Braga regressou à casa da mãe e dos irmãos para trabalhar nos negócios da família. Teve aulas de piano com Manuel Faulhaber e, em 1910, não sem o incentivo deste professor, ingressou no Instituto Nacional de Música para estudar piano, teoria, harmonia e contraponto. Seus professores foram Arthur Napoleão dos Santos, Alberto Nepomuceno, Alfredo Bevilacqua, Agnello França e Antônio Francisco Braga. Em 1913 foi enviado para Paris. Lá ele conheceu Vincent d'Indy, Piaggio e o pianista Lucien Wurmern. Braga aprofundou suas habilidades de composição com o manual de d'Indy Cours de composer musicale. Em uma ocasião ele se apresentou na Salle Pleyel. Ele também conheceu em Paris sua futura esposa, Eponina D'Atri (filha do adido cultural brasileiro Alessando D'Atri): ele lhe dava aulas de piano e no mesmo ano eles se casaram.
Em 1914, Braga voltou ao Rio de Janeiro para continuar seus estudos no Instituto Nacional de Música. Em 1916 nasceu-lhe um filho chamado Francisco, em homenagem ao professor Antônio Francisco Braga. No mesmo ano Ernani graduou-se com distinção e medalha de ouro (o presidente do júri foi o virtuoso polonês Ignacy Jan Paderewski). Em 1919, Braga entrou num concurso para uma cátedra livre de piano e, em 1921, assumiu a cátedra do seu professor Bevilacqua no instituto. Em 1920, nasceu outra criança, a filha Vera, e ele convidou Antônio Francisco Braga para ser seu padrinho. Depois que se tornou professor, Ernani continuou dando recitais e desenvolveu relações com diferentes pessoas de cultura. Junto com sua esposa conheceu o casal Villa-Lobos.

### Modernismo e nacionalismo
Nos anos 1921/22–1927 Braga residiu em São Paulo, onde foi professor de piano no Conservatório Dramático e Musical. Para se mudar para São Paulo, foi obrigado a deixar seu cargo no Instituto Nacional de Música, no Rio de Janeiro, em julho de 1922. Lecionou também nas cidades de Campinas, Araraquara e Jaboticabal. Entre seus alunos estão Adolpho Tabacow e Camargo Guarnieri.
Participou da famosa Semana de Arte Moderna de São Paulo (1922) como intérprete de composições de Heitor Villa-Lobos  e da paródia de Erik Satie sobre a marcha fúnebre de Frédéric Chopin (nº 2 de Embryons desséchés).
Após São Paulo, Braga mudou-se para Recife, onde se tornou um dos fundadores do Conservatório Pernambucano (1930). Ele deixou a cidade em 1939 e passou dois anos em turnês pelo país. Nos anos de 1942-1943 residiu em Buenos Aires como moderador do programa Hora do Brasil. Em 1944, voltou ao Brasil. Em 1946 Braga voltou para São Paulo, onde faleceu em 17 de setembro de 1948.

## Composições
As primeiras composições de Ernani Braga datam do início da década de 1920. De acordo com sua filha Vera, elas foram altamente influenciadas pela tradição do lied alemão e, particularmente, pelas obras de Robert Schumann. A convivência do compositor com Villa-Lobos e outros modernistas e as pesquisas folclóricas o tornaram um adepto das ideias nacionalistas de Mário de Andrade. Suas composições geralmente incluem elementos da música folclórica brasileira, e suas obras mais importantes são pensadas como harmonizações de canções folclóricas.
A obra mais famosa de Braga é Cinco canções nordestinas do folclore brasileiro. Esta coleção é baseada em material de uma região com considerável população de descendentes de africanos, o Nordeste. Sua influência produz padrões rítmicos intrincados e leva ao uso de dialetos africanos. O ritmo da fala torna-se um importante dispositivo composicional nessas peças.
Outra obra importante de Braga é uma coletânea intitulada Cancioneiro Gaúcho, composta para o bicentenário de Porto Alegre (1940). Destinava-se a atender às demandas da estratégia política da Era Vargas. É composto por onze canções, das quais a última (Velha gaita) foi harmonizada apenas para uma voz e piano, enquanto cada uma das outras dez canções tem duas versões: para duas vozes femininas e piano (porém na maioria das canções a segunda voz é ad libitum) ou para coro feminino a cappella (geralmente de 3 ou 4 partes, embora a Chimarrita seja de 5 partes). A falta de arranjo coral para a última música foi explicada por Braga apenas pela falta de tempo, mas há uma gravação em LP antigo desse arranjo, o que leva a sugerir que o compositor o tenha elaborado algum momento depois.